# Shishmaref
Shishmaref är en ort i Nome Census Area i delstaten Alaska, USA.